# Oswalt Kolle
Oswalt Kolle (* 2. Oktober 1928 in Kiel; † 24. September 2010 in Amsterdam) war ein deutsch-niederländischer Journalist, Autor und Filmproduzent, der insbesondere im deutschsprachigen Raum durch seine Filme über die sexuelle Aufklärung bekannt wurde. Kolle lebte seit 1969 in Amsterdam und besaß die niederländische Staatsbürgerschaft.

## Leben
Oswalt Kolle war ein Sohn des renommierten Psychiaters Kurt Kolle. Gegen den Wunsch seines Vaters, dass er ebenfalls Mediziner werde, absolvierte Kolle nach dem Zweiten Weltkrieg eine Ausbildung in der Landwirtschaft, kam dann aber durch persönliche Umstände zum Journalismus. Seine schreibende Tätigkeit begann er als Volontär bei der Frankfurter Neuen Presse. Er machte sich zunächst einen Namen als Filmjournalist, wurde 1951 Lokalchef der Frankfurter Nachtausgabe und war bis 1953 Mitarbeiter der Fachzeitschrift Filmblätter, ehe er sich der neugegründeten Bild in Hamburg anschloss und für diese Klatschgeschichten schrieb. „Bild, das merkte ich schnell, war eher ein Märchenblatt als eine Zeitung“, bemerkte er einmal im Zusammenhang. Nach seinem Abgang dort 1955 schrieb er Artikel über Prominente für die Berliner B.Z., wo er von 1955 bis 1959 Kulturchef war. Später wurde er stellvertretender Chefredakteur der Star Revue (Die Film- und Fernsehzeitschrift), einer Zeitschrift die von 1955 bis 1960 zum Spiegel-Verlag gehörte.
In den 1960er und 1970er Jahren war Kolle maßgeblich an der Popularisierung der sexuellen Aufklärung beteiligt. Für Illustrierte wie Quick und Neue Revue schrieb er Aufklärungsserien. Zudem veröffentlichte er Bücher und weitere Publikationen zum Thema Sexualität. Dein Kind, das unbekannte Wesen war Kolles erstes erfolgreiches Buch, seine wichtigsten Bücher wurden in mehrere Sprachen übersetzt und waren auch international erfolgreich. Er arbeitete zu dieser Zeit eng mit Josef von Ferenczy zusammen und wurde für ihn als Autor tätig. Sein Buch Das Wunder der Liebe schrieb er im Jahre 1968, ein Taschenbuch gleichen Titels erschien bei Heyne im Jahre 1971.
Zwischen 1968 und 1972 produzierte Kolle Aufklärungsfilme. Bevor sein erster Film Das Wunder der Liebe für die Kinos in Deutschland freigegeben wurde, musste Kolle tagelang mit Zensoren der Freiwillige Selbstkontrolle der Filmwirtschaft (FSK) verhandeln. Jede einzelne Szene wurde durchgesprochen, wobei einer der Zensoren den in der Folgezeit berühmt gewordenen Satz „Herr Kolle, Sie wollen wohl die ganze Welt auf den Kopf stellen, jetzt soll sogar die Frau oben liegen!“ äußerte. Die Aufklärungsfilme brachten ihm häufig den Vorwurf ein, gegen Sitte und Moral zu verstoßen, waren allerdings kommerzielle Erfolge. Weltweit sahen 140 Millionen Zuschauer die Filme.
Im Unterschied zu den meisten zeitgenössischen Sexfilmen wurden in Kolles Filmen beinahe ebenso viele nackte Männer- wie Frauenkörper gezeigt. Ungewöhnlich war auch, dass er mit seiner Frau, der Tochter und dem Sohn in einem seiner Aufklärungsfilme mitspielte und auf Sylt sich mit seiner Familie am Nackt-Badestrand für eine Zeitschrift fotografieren ließ. Mit seiner Liebesschule schuf er eine Fernsehserie zur sexuellen Aufklärung. Ferner schrieb Kolle Unterhaltungsromane wie Der Psychiater, Der Clan und Sylter Sommer. Für RTL entwickelte er die Idee zur Unterhaltungsserie Sylter Geschichten. Zudem überarbeitete er die Drehbücher seiner Aufklärungsfilme, die der private Fernsehsender 1997 erfolgreich ausstrahlte.
Kolle war bis in die 1980er Jahre FDP-Mitglied und schloss sich in seiner Wahlheimat, den Niederlanden, der linksliberalen D66 an. 1996 nahm Kolle, der sich seit den 1990er Jahren offen zu seiner Bisexualität bekannte, am 4. Internationalen bisexuellen Symposium (IBIS) in Berlin teil. Die Veranstaltung hatte das Motto „The many faces of bisexuality – Vielfalt bisexueller Beziehungen“. Andere Teilnehmer waren u. a. Fritz Klein und Erwin J. Haeberle.
Im Jahr 2000 wurde er von der Deutschen Gesellschaft für Sozialwissenschaftliche Sexualforschung (DGSS) mit der Magnus-Hirschfeld-Medaille für Sexualreform geehrt. Am 1. September 2008 erschien Kolles Autobiographie im Rowohlt-Verlag unter dem Titel Ich bin so frei. Mein Leben, in der er unter anderem über die Sterbehilfe für seine krebskranke Frau schrieb. Im Jahr 2010 wurde er mit dem IBKA-Preis für seine Verdienste um die sexuelle Selbstbestimmung geehrt. Kolle war bis zu seinem Tod als Publizist tätig. Zuletzt behandelte er Themen wie aktuelle politische Ereignisse und die Sexualität im Alter. Sein letztes Buch, das er als sein Vermächtnis bezeichnete, heißt: Sex: Die 10 Todsünden (2011). Zusammen mit der Sexualtherapeutin und Autorin Beatrice Wagner beschrieb er anhand von zehn wahren Geschichten, was heute immer noch zu Unlust, Verletzungen und Auseinanderleben im Paar- und Sexualleben führt. Kolle starb nach Beendigung des Manuskripts. Kolle war gegen Pornographie.
Mit seiner Frau Marlies († 2000), mit der er seit 1953 verheiratet war, hatte er drei Kinder. Kolle lebte 47 Jahre mit seiner Frau in einer „offenen Ehe“. Unter seinen zahlreichen Affären war Romy Schneider, Beziehungen hatte er auch zu Horst Buchholz und O.E. Hasse. Nach dem Tod seiner Frau war er mit der Niederländerin Jose del Ferro liiert.

## Bücher (Auswahl)
- Der Mensch lebt nicht vom Geld allein. Marion von Schröder, 1967.
- Das Wunder der Liebe. Fackelverlag, Stuttgart 1969.  Ein Vorabdruck erschien in der Zeitschrift Neue Revue.
- Dein Kind, das unbekannte Wesen. Heyne, 1969. Die Serie erschien 1960 in der Illustrierten Quick und 1964 als Quick-Buch erstmals in Buchform.
- Ich liebe Dich – Ich hasse Dich. HESTIA/VPM, 1983, ISBN 3-7770-0226-7.
- Dein Mann, das unbekannte Wesen. SUEDWEST/VLGSHS.GOETHEST, 1984, ursprünglich 1967 erstmals als Buch. Ein Vorabdruck erschien in der Zeitschrift Neue Revue.
- Deine Frau, das unbekannte Wesen. SUEDWEST/VLGSHS.GOETHEST 1984. ursprünglich 1967 erstmals als Buch. Ein Vorabdruck erschien in der Zeitschrift Neue Revue.
- Ich liebe, wie ich lieben will. HEYNE WILHELM, 1986, ISBN 3-453-01568-1.
- Die Liebe altert nicht. Econ TB., 1997, ISBN 3-612-26423-0.
- Ich liebe dich – ich hasse dich. Ich liebe, wie ich lieben will. Area, 2003 ISBN 3-89996-078-5.
- Ich bin so frei. Rowohlt Berlin, 2008  ISBN 978-3-87134-618-7.
- So bleibt die Liebe jung. Ramlow-Klöppel, Heidi, 2010, ISBN 978-3-939385-04-2.
- SEX – Die 10 Todsünden. Gräfe und Unzer Edition, 2011, ISBN 978-3-8338-2238-4.

## Filmografie
Oswalt Kolle war Drehbuchautor folgender Dokumentarfilme, bei denen er zum Teil auch Regie führte:
- 1968: Oswalt Kolle: Das Wunder der Liebe
- 1968: Oswalt Kolle: Das Wunder der Liebe II – Sexuelle Partnerschaft
- 1969: Oswalt Kolle: Deine Frau, das unbekannte Wesen
- 1969: Oswalt Kolle: Zum Beispiel Ehebruch
- 1970: Oswalt Kolle: Dein Mann, das unbekannte Wesen
- 1970: Oswalt Kolle: Dein Kind, das unbekannte Wesen
- 1971: Oswalt Kolle: Was ist eigentlich Pornographie?
- 1972: Oswalt Kolle: Liebe als Gesellschaftsspiel
- 2008: Sexreport 2008 – So lieben die Deutschen

## Filmdokumentation
- Oswalt Kolle – Sex für Deutschland. Filmporträt zum 80. Geburtstag von Lutz G. Wetzel. Fernsehdokumentation, Deutschland 2008 (NDR), 43 Minuten

## Verfilmung seines Lebens
- 2002: Kolle – Ein Leben für Liebe und Sex, mit Sylvester Groth als Oswalt Kolle; Regie: Susanne Zanke

## Auszeichnungen
- Sapio-Preis